# Hans Zimmer
Pour les articles homonymes, voir Zimmer.
Hans Zimmer, né le 12 septembre 1957 à Francfort-sur-le-Main (RFA), est un compositeur de musique de film et producteur de trames sonores allemand naturalisé américain,.
Actif depuis les années 1980 et spécialisé peu à peu dans la composition de partitions orchestrales, Hans Zimmer est connu pour avoir composé les bandes originales de nombreux films à succès dans des genres très variés. Il a composé également la musique de plusieurs films d'animation, séries télévisées ou encore de jeux vidéo.
Par le biais de son studio Remote Control Productions, il est aussi la figure d'un système de création musicale prévalent à Hollywood dans les années 2010 et 2020 : plusieurs dizaines d'artistes musicaux travaillent sur un même film et fournissent des mélodies au compositeur principal, tandis que seul celui-ci est crédité en tant que compositeur. Parmi ces anciens assistants ont émergé des personnalités comme Harry Gregson-Williams, John Powell et Lorne Balfe.
En 2022, Hans Zimmer cumule notamment deux Oscars de la meilleure musique de film (sur 12 nominations), pour Le Roi lion (1994) et Dune (2021).

## Biographie

### Jeunesse
Son père, ingénieur, décède alors qu'il n'a que six ans et le jeune garçon commence alors à se réfugier dans la musique qui devient rapidement sa passion. Dans la période entre ses six et sept ans, sa mère lui propose de commencer à étudier le piano, mais son professeur se montre aussi dur qu'intraitable et l'expérience se termine au bout de deux semaines. Il apprend donc la musique de manière autodidacte et continue de jouer du piano parce que, selon son propre témoignage, cela donne le sourire à sa mère. En 1971, il quitte l'Allemagne avec sa mère pour s'installer en Angleterre. Il s'intéresse de plus en plus à la musique électronique alors naissante, et devient l'un des premiers à faire de la musique avec un synthétiseur polyphonique. Durant cette même période, il intègre le groupe Krakatoa, qui ne joue que pour de petits événements populaires et ouvriers et collabore également avec le groupe The Buggles, lancé par Trevor Horn et Geoff Downes, mondialement célèbre pour le titre Video Killed the Radio Star (Hans Zimmer fait d'ailleurs une apparition à la fin du clip, derrière un clavier),.

### Débuts
Hans Zimmer fait connaissance en 1980 avec Stanley Myers, compositeur de musique de film. D'abord simple assistant, il devient vite compositeur. C'est le début d'une longue collaboration entre les deux hommes sur plusieurs films dont My Beautiful Laundrette de Stephen Frears, en 1985. Il compose, seul, pour le film Meurtre dans l'objectif (en) de Nico Mastorakis en 1987. Cette même année, il produit la partition du film Le Dernier Empereur, qui remporte l'Oscar de la meilleure musique de film. Sa composition sur le film Un monde à part de Chris Menges en 1988 attire l'attention de Barry Levinson, qui l'engage pour son film Rain Man. Il quitte donc l'Angleterre pour travailler, pour la première fois, à Hollywood. Rain Man révèle sa musique au grand public et lui vaut une nomination aux Oscars.

### Ascension
Fort de ce succès, Hans Zimmer, dont les services sont alors convoités, décide de s’installer définitivement à Los Angeles. Marqué par son expérience avec Stanley Myers, il décide à son tour d'aider à lancer des jeunes compositeurs de talent. Ainsi en 1989, avec son ami d'enfance Jay Rifkin (en), il fonde à Santa Monica un studio qui va révolutionner les méthodes de composition de la musique de film : Media Ventures (aujourd'hui nommé Remote Control Productions). Son objectif est de permettre à de nouveaux compositeurs d'avoir accès à un matériel de haute qualité pour pouvoir percer dans la musique de film. Hans Zimmer veut offrir la même chance aux inconnus que celle que Barry Levinson lui a offerte avec Rain Man.
Il compose alors la musique du film à succès Miss Daisy et son chauffeur (1989), puis s'attaque à un style qu'il n'avait pas eu l'occasion d'expérimenter en Angleterre : le film d'action. Il débute sur le film Black Rain (1989) de Ridley Scott, suivi de Jours de tonnerre (1990) de Tony Scott (frère du précédent), puis Backdraft (1991) de Ron Howard. En 1991, on lui demande de réécrire — en seulement seize jours — la musique de Croc-Blanc, pour remplacer celle de Basil Poledouris. Finalement, peu convaincus, les producteurs vont sélectionner les meilleures pistes composées par les deux musiciens. Cette même année, Franc Roddam lui demande également de recomposer plusieurs passages de la partition de Chaz Jankel pour son film K2 ; mais à cause des nombreuses modifications, elle n'est finalement utilisée que dans la version européenne du film.

### Consécration
Sa première composition pour un film d'animation, en 1994, marque un tournant dans sa carrière. En effet, pour Le Roi lion de Walt Disney Pictures, il remporte son premier Oscar, mais aussi un Golden Globe et un Grammy Awards. En plus d'être sa bande originale la plus récompensée, Le Roi lion est aussi la plus vendue (plus de 26 millions de disques). Ensuite, en 1995, il compose, pour Tony Scott, la bande originale de USS Alabama, qui fera date dans l'histoire des films d'action hollywoodiens[réf. nécessaire] pour son alliance entre musique électronique, orchestrale et l'utilisation massive des chœurs. Cette composition, récompensée par un Grammy Award, plait beaucoup au réalisateur Steven Spielberg, qui lui confie ensuite la tête du département musical de son nouveau studio DreamWorks SKG. Il compose d'ailleurs le premier film de ce studio : Le Pacificateur de Mimi Leder, en 1997.

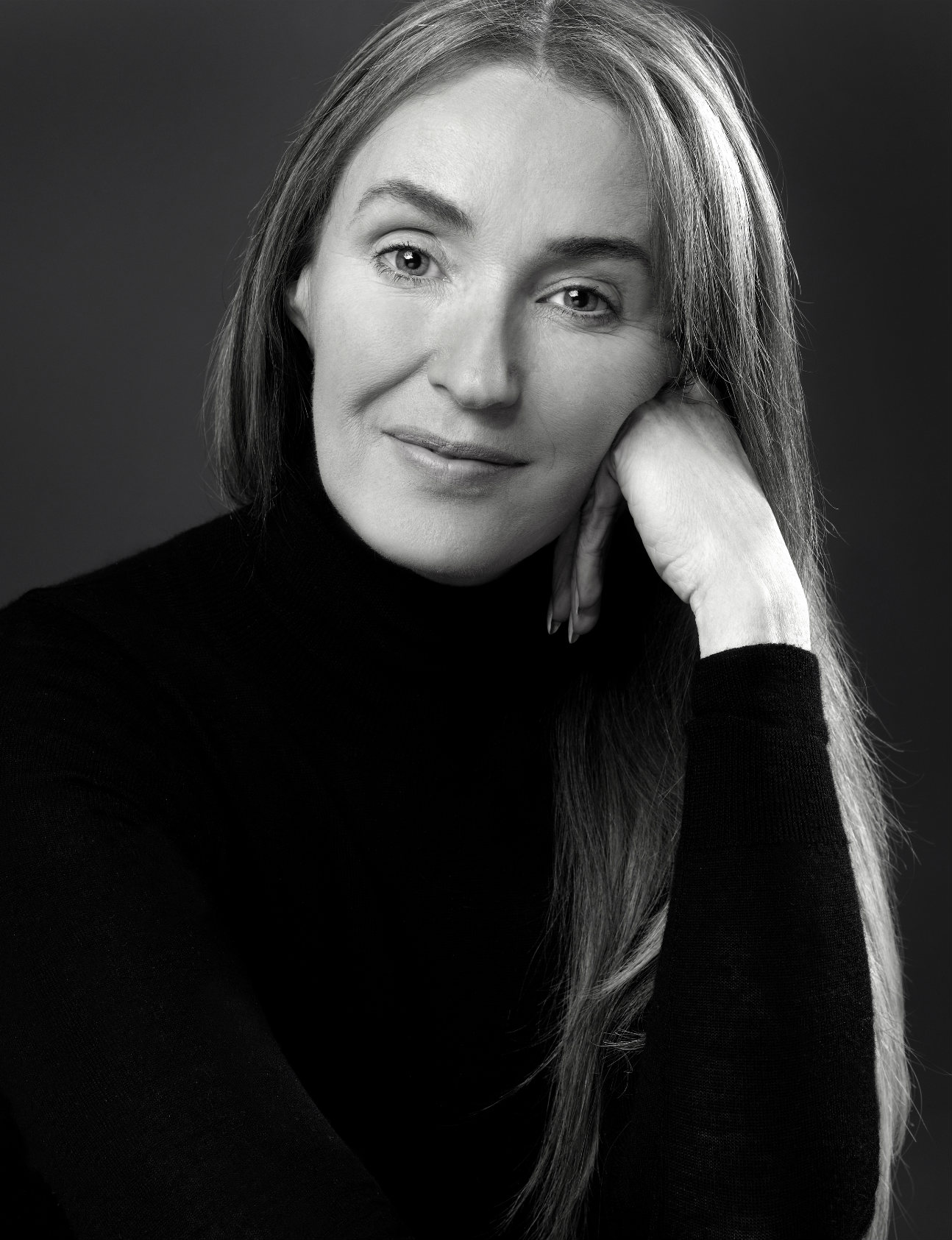
Lisa Gerrard a travaillé avec Hans Zimmer notamment sur Gladiator et Mission impossible 2.

Grâce à son propre studio : Media Ventures, Hans Zimmer permet à ses collaborateurs de composer pour de grosses productions. Il laisse ainsi sa place à Jeff Rona pour Lame de fond (1996) de Ridley Scott et il lance John Powell, fraîchement débarqué d'Angleterre, sur le blockbuster de John Woo Volte-face (1997).
Entre-temps il est nommé pour l'Oscar de la meilleure musique de film trois années de suite ; d'abord pour La Femme du pasteur (1996) de Penny Marshall, puis pour Pour le pire et pour le meilleur (1997) de James L. Brooks et enfin pour le dessin animé de DreamWorks Le Prince d'Égypte (1998), ainsi que pour La Ligne rouge (1998) de Terrence Malick, l'une de ses pièces maîtresses, pour lequel il compose plusieurs heures de musiques.
En 2000 il s'associe avec la chanteuse australienne Lisa Gerrard, du groupe Dead Can Dance, pour Gladiator, de Ridley Scott. Plusieurs fois primés, le film est nommé pour sa musique aux BAFTA et aux Oscars ; et il remporte le Golden Globe de la meilleure musique de film.

### Remote Control Productions
Après des différends judiciaires entre Hans Zimmer et Jay Rifkin (en) en 2003, Media Ventures devient Remote Control Productions.
Dans les décennies suivantes, le modèle de création musicale qu'Hans Zimmer promeut à travers Remote Control devient prévalent à Hollywood : plusieurs dizaines d'artistes musicaux travaillent sur un même film et fournissent des mélodies au compositeur principal, tandis que seul celui-ci est crédité en tant que compositeur (les autres bénéficiant parfois de la mention « compositeur additionnel » au générique). Si ces collaborations soulèvent des questions de légitimité des crédits, la perception de l'industrie dans les années 2020 est qu'Hans Zimmer semble s'être amélioré pour reconnaître ses collaborateurs.
Parmi ces anciens assistants de Remote Control, surnommés parfois en interne les « Zimlings » (en français : « créatures de Zimmer », ou « petits Zimmers »), ont émergé des compositeurs comme Harry Gregson-Williams, John Powell et Lorne Balfe. En 2022, Remote Control compte 279 employés, dont plusieurs centaines de compositeurs, co-compositeurs, arrangeurs, et co-arrangeurs. Une source mentionnée dans une enquête du magazine Vanity Fair avance ainsi qu'en cas de problème d'inspiration de Zimmer, soixante compositeurs font la queue derrière lui pour pouvoir tenter leur chance.

### Un compositeur bien établi

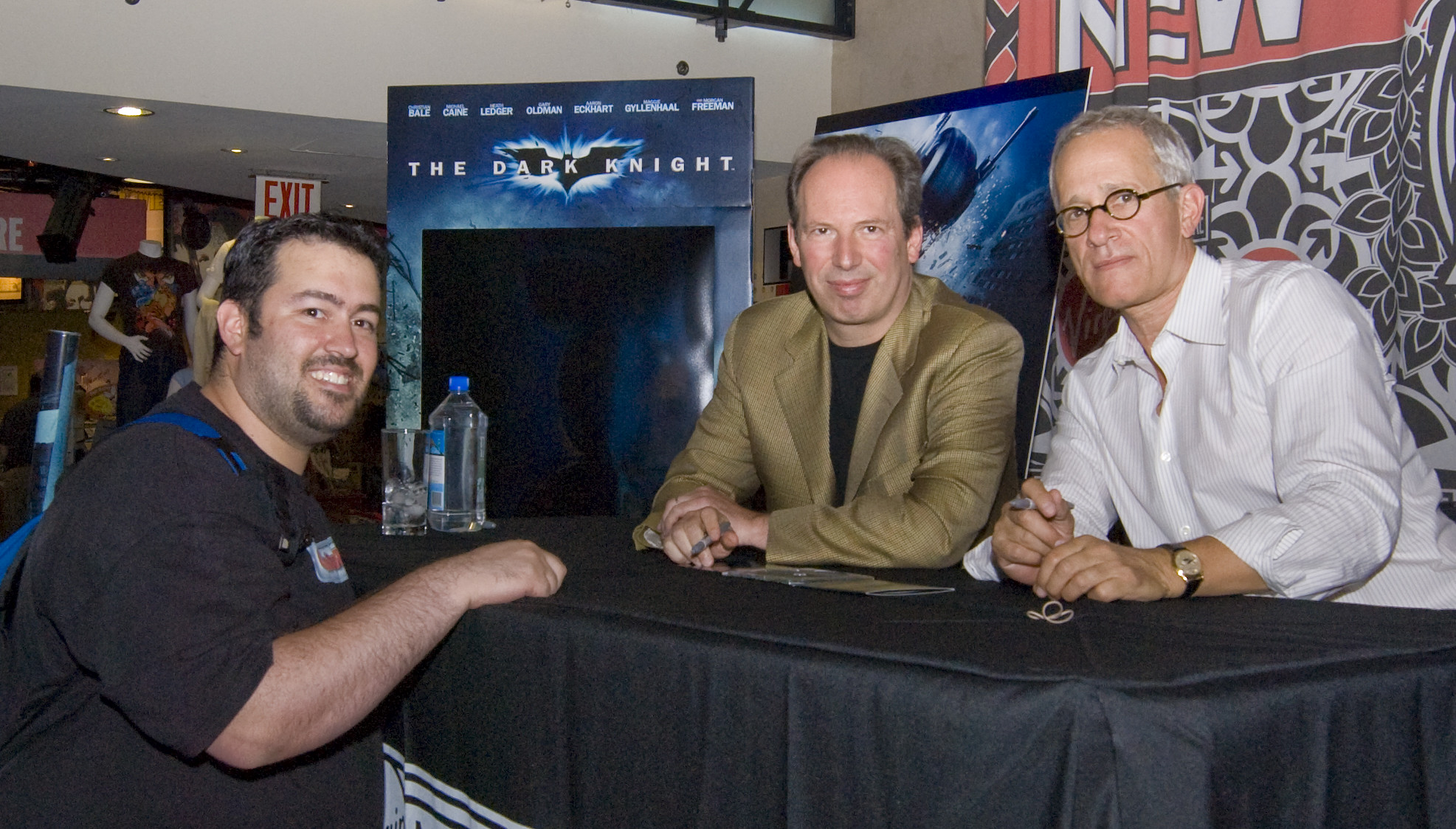
Hans Zimmer et James Newton Howard à l'avant-première de The Dark Knight en 2008.

En 2002, il compose Le Cercle de Gore Verbinski. C'est le début d'une longue collaboration entre les deux hommes puisqu'il composera, dès lors, sur tous les films du réalisateur, notamment la trilogie Pirates des Caraïbes. Il en sera de même avec Christopher Nolan, avec qui il travaille depuis Batman Begins (2005). D'ailleurs, après sa nomination aux Oscars pour Sherlock Holmes (2009) de Guy Ritchie, il est nommé à l'Oscar de la meilleure musique de film pour les films de Christopher Nolan : Inception (2010), Interstellar (2014) et Dunkerque (2017).
En 2009, il participe au jeu vidéo à gros budget Call of Duty: Modern Warfare 2, dont il compose les thèmes principaux. Il renouvelle l'expérience en 2011 dans les jeux vidéo Crysis 2 et Skylanders: Spyro's Adventure.
Le 8 décembre 2010, il reçoit son étoile sur le Hollywood Walk of Fame. Même chose le 12 avril 2011, au Boulevard des stars à Berlin (son équivalent allemand).
En 2014, à l'occasion de l'édition anniversaire du Tomorrowland, Hans Zimmer compose l'hymne du festival de musique électronique belge. Cet hymne est, depuis, également utilisé pour le circuit de montagnes russes The Ride to Happiness, associé a ce même festival.

### Tournées européennes et mondiales
À l'instar d'autres compositeurs de bandes originales de films tels Howard Shore ou Danny Elfman, Hans Zimmer entreprend d'interpréter sa musique en live. Au printemps 2016, il se lance dans une tournée européenne comprenant une trentaine de dates, qui se termine au théâtre antique d'Orange, en France. Son groupe, outre les choristes et les sections de cordes et de cuivres qui sont recrutés au sein d'orchestres nationaux, se compose d'une vingtaine de musiciens professionnels (dont Johnny Marr, Tina Guo, Guthrie Govan, Satnam Ramgotra, Mike Einziger ou encore son collaborateur de longue date Nick Glennie-Smith). Cette tournée rencontre un succès critique et public. Une captation live du concert joué à Prague sort en novembre 2017, aux formats double album, 4 LP, DVD et Blu-ray[réf. nécessaire].
Fort du succès de cette tournée européenne, Hans Zimmer effectue en 2017 une tournée mondiale à travers 22 pays qui fera notamment étape au Coachella Festival. Il s'entoure de la plupart des musiciens de sa tournée de 2016 et interprète la même playlist, à laquelle un titre de Batman v Superman : L'Aube de la justice a été ajouté, ainsi que, selon les dates, un morceau spécial, joué avec un invité (à Londres est interprété le tube Video Killed the Radio Star, en compagnie de Trevor Horn). Cette tournée mondiale connait elle aussi un grand succès, avec plus de 370 000 tickets vendus[réf. nécessaire].
Il produit, à partir de 2019, la tournée The World of Hans Zimmer, durant laquelle des musiciens proches du compositeur interprètent ses plus grandes compositions. En parallèle, il programme une deuxième tournée mondiale pour 2021, reportée en 2022 en raison de la pandémie de Covid-19. À partir d'avril 2023, le « Hans Zimmer Live – Europe Tour 2023 » donne son coup d'envoi pour 32 concerts à travers 15 pays.

### Engagement
Le 2 juillet 2025, il publie sur Instagram un post dans lequel il déclare son soutien à la Palestine, dans le contexte de la guerre à Gaza, le compositeur dénonçant le risque de génocide en cours. Le post est supprimé quelques heures après sans explication.

## Filmographie

### Cinéma

#### Années 1980
- 1982 : Travail au noir (Moonlighting) de Jerzy Skolimowski (musique électronique ; musique de Stanley Myers)
- 1983 : Eureka de Nicolas Roeg (musiques additionnelles ; musique de Stanley Myers)
- 1984 : Le Succès à tout prix (Success Is the Best Revenge) de Jerzy Skolimowski (cocompositeur avec Stanley Myers)
- 1984 : Histoire d'O, numéro 2 d’Éric Rochat (cocompositeur avec Stanley Myers)
- 1985 : Une nuit de réflexion (Insignificance) de Nicolas Roeg (cocompositeur avec Stanley Myers)
- 1985 : My Beautiful Laundrette de Stephen Frears (cocompositeur avec Stanley Myers)
- 1986 : Le Bateau phare (The Lightship) de Jerzy Skolimowski (musique électronique ; musique de Stanley Myers)
- 1986 : Heros Boys (en) (The Zero Boys) de Nico Mastorakis (cocompositeur avec Stanley Myers)
- 1986 : Separate Vacations de Michael Anderson (cocompositeur avec Stanley Myers)
- 1987 : Castaway de Nicolas Roeg (cocompositeur avec Stanley Myers)
- 1987 : Prick Up Your Ears de Stephen Frears (musique électronique ; musique de Stanley Myers)
- 1987 : Meurtre dans l'objectif (en) (Terminal Exposure) de Nico Mastorakis
- 1988 : The Nature of the Beast de Franco Rosso (en) (cocompositeur avec Stanley Myers)
- 1988 : Taffin (en) de Francis Megahy (cocompositeur avec Stanley Myers)
- 1988 : Un monde à part (A World Apart) de Chris Menges
- 1988 : Terreur sur la ville (en) (Nightmare at Noon) de Nico Mastorakis (cocompositeur avec Stanley Myers)
- 1988 : Prisoner of Rio (en) de Lech Majewski (musiques additionnelles ; musique de Luiz Bonfá)
- 1988 : Rain Man de Barry Levinson
- 1988 : Brûlant Secret (Burning Secret) d’Andrew Birkin
- 1989 : Paperhouse de Bernard Rose (cocompositeur avec Stanley Myers)
- 1989 : The Fruit Machine (en) de Philip Saville
- 1989 : La Famille Cleveland (Twister) de Michael Almereyda
- 1989 : Black Rain de Ridley Scott
- 1989 : Spies Inc. d’Antony Thomas (en) (cocompositeur avec Fiachra Trench (en))

#### Années 1990
- 1990 : Miss Daisy et son chauffeur (Driving Miss Daisy) de Bruce Beresford
- 1990 : Comme un oiseau sur la branche (Bird on a Wire) de John Badham
- 1990 : Diamond Skulls (en) de Nick Broomfield
- 1990 : Fools of Fortune de Pat O'Connor
- 1990 : Jours de tonnerre (Days of Thunder) de Tony Scott
- 1990 : Chicago Joe et la Showgirl (Chicago Joe and the showgirl) de Bernard Rose (cocompositeur avec Shirley Walker)
- 1990 : Fenêtre sur Pacifique (Pacific Heights) de John Schlesinger
- 1990 : Green Card de Peter Weir
- 1991 : Croc-Blanc (White Fang) de Randal Kleiser (cocompositeur avec Basil Poledouris)
- 1991 : Thelma et Louise (Thelma and Louise) de Ridley Scott
- 1991 : Backdraft de Ron Howard
- 1991 : À propos d'Henry (Regarding Henry) de Mike Nichols
- 1991 : K2 de Franc Roddam (bande originale version européenne)
- 1992 : Le Rêve de Bobby (Radio Flyer) de Richard Donner
- 1992 : La Puissance de l'ange (The Power of One) de John G. Avildsen
- 1992 : Une équipe hors du commun (A League of Their Own) de Penny Marshall
- 1992 : La mort en dédicace (en) (Where Sleeping Dogs Lie) de Charles Finch (en) (cocompositeur avec Mark Mancina)
- 1992 : Toys de Barry Levinson
- 1993 : Sniper de Luis Llosa (musiques additionnelles ; musique de Gary Chang)
- 1993 : Nom de code : Nina (Point of No Return) de John Badham
- 1993 : Younger and Younger de Percy Adlon
- 1993 : Calendar Girl de John Whitesell
- 1993 : True Romance de Tony Scott
- 1993 : Rasta Rockett (Cool Runnings) de Jon Turteltaub (cocompositeur avec Nick Glennie-Smith)
- 1993 : La Maison aux esprits (The House of the Spirits) de Bille August
- 1994 : La Petite Star (I'll Do Anything) de James L. Brooks
- 1994 : Mon ami Dodger (Monkey Trouble) de Franco Amurri (musiques additionnelles ; musique de Mark Mancina)
- 1994 : Opération Shakespeare (Renaissance Man) de Penny Marshall
- 1994 : Le Roi lion (The Lion King) de Walt Disney Pictures
- 1994 : Drop Zone de John Badham
- 1995 : USS Alabama (Crimson Tide) de Tony Scott
- 1995 : Rangoon (Beyond Rangoon) de John Boorman
- 1995 : Neuf Mois aussi (Nine Months) de Chris Columbus
- 1995 : Amour et Mensonges (Something to Talk About) de Lasse Hallström (cocompositeur avec Graham Preskett)
- 1995 : Two Deaths de Nicolas Roeg
- 1996 : Lame de fond (White Squall) de Ridley Scott (musiques additionnelles ; musique de Jeff Rona)
- 1996 : Broken Arrow de John Woo
- 1996 : L'Île au trésor des Muppets (Muppet Treasure Island) de Brian Henson
- 1996 : Rock (The Rock) de Michael Bay (cocompositeur avec Nick Glennie-Smith et Harry Gregson-Williams)
- 1996 : Le Fan (The Fan) de Tony Scott
- 1996 : La Femme du pasteur (The Preacher's Wife) de Penny Marshall
- 1997 : Smilla de Bille August (cocompositeur avec Harry Gregson-Williams)
- 1997 : Le Pacificateur (The Peacemaker) de Mimi Leder
- 1997 : Pour le pire et pour le meilleur (As Good as It Gets) de James L. Brooks
- 1998 : Armageddon de Michael Bay (musique additionnelle ; musique de Trevor Rabin et Harry Gregson-Williams)
- 1998 : Les Derniers Jours (The Last Days) de James Moll
- 1998 : Le Prince d'Égypte (The Prince of Egypt) de DreamWorks Animation
- 1999 : La Ligne rouge (The Thin Red Line) de Terrence Malick
- 1999 : 50 Degrés Fahrenheit (Chill Factor) de Hugh Johnson (cocompositeur avec John Powell)

#### Années 2000
- 2000 : La Route d'Eldorado (The Road to El Dorado) de DreamWorks Animation (cocompositeur avec John Powell)
- 2000 : Gladiator de Ridley Scott (cocompositeur avec Lisa Gerrard)
- 2000 : Mission impossible 2 (Mission: Impossible 2) de John Woo
- 2000 : Pile poil (An Everlasting Piece) de Barry Levinson
- 2001 : The Pledge de Sean Penn (cocompositeur avec Klaus Badelt)
- 2001 : Hannibal de Ridley Scott
- 2001 : Invincible de Werner Herzog (cocompositeur avec Klaus Badelt)
- 2001 : Pearl Harbor de Michael Bay
- 2001 : Écarts de conduite (Riding in Cars with Boys) de Penny Marshall (cocompositeur avec Heitor Pereira)
- 2001 : La Chute du faucon noir (Black Hawk Down) de Ridley Scott
- 2002 : Spirit, l'étalon des plaines (Spirit: Stallion of the Cimarron) de DreamWorks Animation
- 2002 : Le Cercle (The Ring) de Gore Verbinski
- 2003 : Les Larmes du soleil (Tears of the Sun) d’Antoine Fuqua
- 2003 : Johnny English de Peter Howitt (chanson "A Man for All Seasons" ; musique d'Ed Shearmur)
- 2003 : Pirates des Caraïbes : La Malédiction du Black Pearl (Pirates of the Caribbean: The Curse of the Black Pearl) de Gore Verbinski (thèmes principaux ; musique de Klaus Badelt)
- 2003 : Les Associés (Matchstick Men) de Ridley Scott
- 2003 : Le Dernier Samouraï (The Last Samurai) d’Edward Zwick
- 2003 : Tout peut arriver (Something's Gotta Give) de Nancy Meyers
- 2004 : Le Roi Arthur (King Arthur) d’Antoine Fuqua
- 2004 : Thunderbirds de Jonathan Frakes (cocompositeur avec Ramin Djawadi)
- 2004 : L'Étoile de Laura (en) (Lauras Stern) de Piet De Rycker (cocompositeur avec Nick Glennie-Smith et Henning Lohner)
- 2004 : Gang de requins (Shark Tale) de DreamWorks Animation
- 2004 : Spanglish de James L. Brooks
- 2005 : Le Cercle 2 (The Ring Two) d'Hideo Nakata (thèmes principaux ; musique de Henning Lohner et Martin Tillman)
- 2005 : Madagascar de DreamWorks Animation
- 2005 : Batman Begins de Christopher Nolan (cocompositeur avec James Newton Howard)
- 2005 : Plume et l'Île mystérieuse (Der kleine Eisbär 2 : Die geheimnisvolle Insel) de Piet De Rycker (cocompositeur avec Nick Glennie-Smith)
- 2005 : The Weather Man de Gore Verbinski (cocompositeur avec James S. Levine)
- 2006 : Da Vinci Code (The Da Vinci Code) de Ron Howard
- 2006 : Pirates des Caraïbes : Le Secret du coffre maudit (Pirates of the Caribbean : Dead Man's Chest) de Gore Verbinski
- 2006 : The Holiday de Nancy Meyers
- 2007 : Pirates des Caraïbes : Jusqu'au bout du monde (Pirates of the Caribbean: At World's End) de Gore Verbinski
- 2007 : Les Simpson, le film (The Simpsons Movie) de David Silverman
- 2007 : August Rush de Kirsten Sheridan (thème principal ; musique de Mark Mancina)
- 2008 : Casi divas (es) d'Issa López
- 2008 : Iron Man de Jon Favreau (musiques additionnelles ; musique de Ramin Djawadi)
- 2008 : Kung Fu Panda de DreamWorks Animation (cocompositeur avec John Powell)
- 2008 : The Dark Knight : Le Chevalier noir (The Dark Knight) de Christopher Nolan (cocompositeur avec James Newton Howard)
- 2008 : Madagascar 2 (Madagascar: Escape 2 Africa) de DreamWorks Animation
- 2009 : Frost/Nixon : L'Heure de vérité (Frost/Nixon) de Ron Howard
- 2009 : Loin de la terre brûlée (The Burning Plain) de Guillermo Arriaga (cocompositeur avec Omar Rodríguez-López)
- 2009 : Anges et Démons (Angels & Demons) de Ron Howard
- 2009 : Transformers 2 : La Revanche (Transformers 2) de Michael Bay (musiques additionnelles ; musique de Steve Jablonsky)
- 2009 : Pas si simple (It's Complicated) de Nancy Meyers (cocompositeur avec Heitor Pereira)
- 2009 : Sherlock Holmes de Guy Ritchie

#### Années 2010
- 2010 : Henri 4 de Jo Baier (cocompositeur avec Henry Jackman)
- 2010 : Inception de Christopher Nolan
- 2010 : Megamind de DreamWorks Animation (cocompositeur avec Lorne Balfe)
- 2010 : Comment savoir (How Do You Know) de James L. Brooks
- 2011 : Le Dilemme (The Dilemma) de Ron Howard (cocompositeur avec Lorne Balfe)
- 2011 : Rango de Gore Verbinski
- 2011 : Pirates des Caraïbes : La Fontaine de Jouvence (Pirates of the Caribbean: On Stranger Tides) de Rob Marshall
- 2011 : Kung Fu Panda 2 de DreamWorks Animation (cocompositeur avec John Powell)
- 2011 : Sherlock Holmes : Jeu d'ombres (Sherlock Holmes: A Game of Shadows) de Guy Ritchie
- 2012 : Madagascar 3 : Bons Baisers d'Europe (Madagascar 3: Europe's Most Wanted) de DreamWorks Animation
- 2012 : The Dark Knight Rises de Christopher Nolan
- 2013 : Man of Steel de Zack Snyder
- 2013 : Lone Ranger : Naissance d'un héros (The Lone Ranger) de Gore Verbinski
- 2013 : Mr. Morgan's Last Love de Sandra Nettelbeck
- 2013 : Rush de Ron Howard
- 2013 : Capitaine Phillips (Captain Phillips) de Paul Greengrass (musiques additionnelles ; musique de Henry Jackman)
- 2013 : Twelve Years a Slave de Steve McQueen
- 2014 : Un amour d'hiver (Winter's Taled) d'Akiva Goldsman (cocompositeur avec Rupert Gregson-Williams)
- 2014 : Son of God de Christopher Spencer (cocompositeur avec Lorne Balfe)
- 2014 : The Amazing Spider-Man : Le Destin d'un héros (The Amazing Spider-Man 2) de Marc Webb
- 2014 : Transformers : L'Âge de l'extinction (Transformers: Age of Extinction) de Michael Bay (musiques additionnelles ; musique de Steve Jablonsky)
- 2014 : Interstellar de Christopher Nolan
- 2015 : Chappie de Neill Blomkamp
- 2015 : La Femme au tableau (Woman in Gold) de Simon Curtis (cocompositeur avec Martin Phipps)
- 2015 : Le Petit Prince (The Little Prince) de Mark Osborne (cocompositeur avec Richard Harvey)
- 2015 : Free Love (Freeheld) de Peter Sollett (cocompositeur avec Johnny Marr)
- 2016 : Kung Fu Panda 3 de DreamWorks Animation
- 2016 : Batman v Superman : L'Aube de la justice (Batman v Superman: Dawn of Justice) de Zack Snyder (cocompositeur avec Junkie XL)
- 2016 : The Last Face de Sean Penn
- 2016 : Inferno de Ron Howard
- 2016 : Les Figures de l'ombre (Hidden Figures) de Theodore Melfi (cocompositeur avec Pharrell Williams et Benjamin Wallfisch)
- 2017 : A Cure for Life (A Cure for Wellness) de Gore Verbinski (musiques additionnelles ; musique de Benjamin Wallfisch)
- 2017 : Baby Boss (The Boss Baby) de DreamWorks Animation (cocompositeur avec Steve Mazzaro)
- 2017 : Dunkerque (Dunkirk) de Christopher Nolan
- 2017 : Blade Runner 2049 de Denis Villeneuve (cocompositeur avec Benjamin Wallfisch)
- 2018 : Les Veuves (Widows) de Steve McQueen
- 2019 : X-Men: Dark Phoenix (Dark Phoenix) de Simon Kinberg
- 2019 : Le Roi lion (The Lion King) de Jon Favreau

#### Années 2020
- 2020 : Bob l'éponge, le film : Éponge en eaux troubles (The SpongeBob Movie: Sponge on the Run) de Tim Hill
- 2020 : Une ode américaine (Hillbilly Elegy) de Ron Howard
- 2020 : Wonder Woman 1984 de Patty Jenkins
- 2021 : Baby Boss 2 : Une affaire de famille (The Boss Baby: Family Business) de DreamWorks Animation
- 2021 : Dune de Denis Villeneuve
- 2021 : Le Survivant (The Survivor) de Barry Levinson
- 2021 : Mourir peut attendre (No Time to Die) de Cary Joji Fukunaga
- 2021 : Army of Thieves de Matthias Schweighöfer
- 2021 : Impardonnable (The Unforgivable) de Nora Fingscheidt
- 2022 : Top Gun: Maverick de Joseph Kosinski
- 2023 : The Son de Florian Zeller
- 2023 : Dieu, tu es là ? C'est moi, Margaret. (Are You There God? It's Me, Margaret.) de Kelly Fremon Craig
- 2023 : The Creator de Gareth Edwards
- 2024 : Dune, deuxième partie (Dune: Part Two) de Denis Villeneuve
- 2024 : Kung Fu Panda 4 de DreamWorks Animation
- 2024 : Blitz de Steve McQueen
- 2025 : Hans Zimmer & Friends: Diamond in the Desert de Paul Dugdale
- 2025 : F1 de Joseph Kosinski

### Télévision
- 1985 : Wild Horses (en) téléfilm de Dick Lowry
- 1986 : The Wind (en) direct-to-video de Nico Mastorakis (cocompositeur avec Stanley Myers)
- 1987 : Comeback téléfilm de David Ambrose (en)
- 1987 : Going for Gold émission TV de BBC One (cocompositeur avec Sandy McLelland)
- 1988 : L'Humanoïde (en) (First Born) mini-série de Philip Saville (3 épisodes)
- 1991 : To the Moon, Alice court Métrage de Jessie Nelson
- 1992 : Millennium: Tribal Wisdom and the Modern World (en) série documentaire de Vic Sarin (thème principal ; musique de Mark Mancina)
- 1993 : Space Rangers (en) série télévisée de Pen Densham (en) (6 épisodes)
- 1993 : Lifepod (en) téléfilm de Ron Silver (musiques additionnelles ; musique de Mark Mancina)
- 1994 : Profession : critique (The Critic) série télévisée d'Al Jean et Mike Reiss (thème principal et musiques additionnelles ; musique d'Alf Clausen et Jeff Rona)
- 1996 : Haute Tension (High Incident) série télévisée de Steven Spielberg, Michael Pavone (en), Eric Bogosian et Dave Alan Johnson (thème principal ; musique de Jeff Rona, John Powell et Christopher Tyng)
- 1998 : Le Roi lion 2 (The Lion King II) direct-to-video de Walt Disney Pictures (piste "He Lives in You" ; musique de Nick Glennie-Smith)
- 1999 : El candidato (en) série télévisée de José Ignacio Suárez Vázquez (1 épisode)
- 2000-2001 : Motocops (Die Motorrad-Cops: Hart am Limit) série télévisée de Benedikt Gollhardt (de) (23 épisodes)
- 2003 : Agence Matrix (Threat Matrix) série télévisée de Daniel Voll (thèmes principaux ; musique de Steve Jablonsky)
- 2005 : The Contender émission TV de Mark Burnett (thème principal)
- 2006 : French Bomber Detective court Métrage de Spicy Mac
- 2010-2016 : Voyage dans l'espace-temps (Through the Wormhole) série documentaire de Morgan Freeman (21 épisodes)
- 2010 : L'Enfer du Pacifique (The Pacific) Mini-série télévisée de Bruce C. McKenna (en), Steven Spielberg et Tom Hanks (cocompositeur avec Blake Neely et Geoff Zanelli)
- 2010 : The Cover-Up court-métrage
- 2011 : Curiosity série documentaire de Alan Eyres, Ben Bowie, John Smithson, Susan Winslow et Philip J Day (en) (épisode Is There a Parallel Universe? ; cocompositeur avec Jacob Shea)
- 2011 : Jealous Of The Bird documentaire de Jordan Bahat (cocompositeur avec Aleksey Igudesman (en))
- 2012 : The Dawnkins Movie court métrage de Alfie Mate
- 2013 : La Bible (The Bible) mini-série de Mark Burnett et Roma Downey (cocompositeur avec Lorne Balfe et Lisa Gerrard)
- 2013 : Brave Miss World (en) série documentaire
- 2015 : Sons of Liberty mini-série de Mark Burnett et Roma Downey (thèmes principaux ; musique de Lorne Balfe)
- 2015 : Premier Boxing Champions (en) émission TV
- 2015 : Les Bosquets documentaire de JR
- 2016 : The Crown série télévisée de Peter Morgan (thème principal ; musique de Rupert Gregson-Williams)
- 2016 : Planète Terre II (Planet Earth II) série documentaire des studios BBC (thème principal ; musique de Jacob Shea (de) et Jasha Klebe)
- 2017 : Genius série télévisée de National Geographic (thème principal ; musique de Lorne Balfe)
- 2017 : Blue Planet II (en) série documentaire des studios BBC (cocompositeur avec David Fleming (en) et Jacob Shea (de))
- 2018 : Ability court métrage de Danial Hajibarat
- 2018 : Believer (en) documentaire de Don Argott (en)
- 2019 : Une planète, sept mondes sauvages (en) (Seven Worlds, One Planet) série documentaire des studios BBC
- 2019 : Paradise: L'enfer des flammes (en) (Rebuilding Paradise) documentaire de Ron Howard
- 2021 : Le Tour du monde en quatre-vingts jours (Around the World in 80 Days) série télévisée de Ashley Pharoah (en) et Caleb Ranson (thème principal ; musique de Christian Lundberg)
- 2022 : Planète préhistorique série documentaire des studios BBC (cocompositeur avec Andrew James Christie)
- 2022 : Frozen Planet II (en) série documentaire des studios BBC (cocompositeur avec Adam Lukas et James Everingham (en))
- 2022 : The Calling (en) série télévisée de David Edward Kelley (cocompositeur avec Steve Mazzaro)
- 2022 : La Nuit où Laurier Gaudreault s'est réveillé mini-série de Xavier Dolan (cocompositeur avec David Fleming (en))
- 2024 : Le Tatoueur d'Auschwitz (The Tattooist of Auschwitz) série télévisée réalisé par Tali Shalom Ezer (cocompositeur avec Kara Talve)
- 2024 : Ghosts of Ruin série animée de Ryan Causey et Pj Accetturo (cocompositeur avec Giovanni Rios et Hendric Buenck)
- 2024 : Twilight of the Gods série animée de Zack Snyder, Jay Oliva et Eric Carrasco (cocompositeur avec Omer Benyamin et Steven Doar)
- 2024 : Andalusian Crush: Surrender court métrage de Manu Mazzaro
- 2025 : Chief of War série télévisée de Thomas Paʻa Sibbett et Jason Momoa (cocompositeur avec James Everingham (en))

### Jeux vidéo
- 2009 : Call of Duty: Modern Warfare 2 d'Infinity Ward (thèmes principaux ; musique de Lorne Balfe)
- 2011 : Crysis 2 de Crytek (thèmes principaux ; musique de Borislav Slavov et de Tilman Sillescu)
- 2011 : Skylanders: Spyro's Adventure d'Activision (thème principal cocomposé avec Lorne Balfe ; musique de Lorne Balfe)
- 2015 : Bless Online (en) (thèmes principaux)
- 2017 : Arena of Valor de TiMi Studios (cocompositeur avec Jeff Broadbent et Duncan Watt)
- 2018 : FIFA 19 d'EA Sports (thèmes du mode The journey: Champions, cocompositeur avec Lorne Balfe)
- 2023 : Ashfall de Legendary Star Studio (cocompositeur avec Steve Mazzaro)
- 2024 : Dragon Age: The Veilguard de BioWare (cocompositeur avec Lorne Balfe)[19]

## Producteur de la musique
- 1986 : Le Bateau phare (The Lightship) de Jerzy Skolimowski (musique de Stanley Myers)
- 1987 : Le Dernier Empereur (The Last Emperor) de Bernardo Bertolucci (musique de Cong Su, Ryūichi Sakamoto et David Byrne)
- 1996 : Lame de fond (White Squall) de Ridley Scott (musique de Jeff Rona)
- 1996 : Twister de Jan de Bont (musique de Mark Mancina)
- 1997 : Volte-face (Face/Off) de John Woo (musique de John Powell)
- 1997 : Le Petit Monde des Borrowers (The Borrowers) de Peter Hewitt (musique de Harry Gregson-Williams)
- 1997 : Fame L.A. série télévisée de Richard Burton Lewis (musique de Shawn Rivera)
- 1998 : Fourmiz (Antz) d'Eric Darnell (musique de Harry Gregson-Williams et John Powell)
- 1998 : Le Prince d'Égypte (The Prince of Egypt) de DreamWorks Animation (musique de Harry Gregson-Williams et John Powell)
- 1998 : With Friends Like These... (en) de Philip Frank Messina (musique de John Powell)
- 1999 : Endurance de Leslie Woodhead (en) (musique de John Powell)
- 2002 : Sam, je suis Sam (I Am Sam) de Jessie Nelson (musique de John Powell)
- 2002 : En direct de Bagdad (Live from Baghdag) téléfilm de Mick Jackson (musique de Steve Jablonsky)
- 2003 : Pirates des Caraïbes : La Malédiction du Black Pearl (Pirates of the Caribbean: The Curse of the Black Pearl) de Gore Verbinski (musique de Klaus Badelt)
- 2004 : Ella au pays enchanté (Ella Enchanted) de Tommy O'Haver (musique de Nick Glennie-Smith)
- 2005 : Le Prince de Greenwich Village (House of D) de David Duchovny (musique de Geoff Zanelli)
- 2005 : The Island de Michael Bay (musique de Steve Jablonsky)
- 2005 : Wallace et Gromit : Le Mystère du lapin-garou (Wallace & Gromit: The Curse of the Were-Rabbit) d'Aardman Animations (musique de Julian Nott (en))
- 2005-2006 : Blood+ série télévisée animée de Jun'ichi Fujisaku (musique de Mark Mancina)
- 2006 : Georges le petit curieux (Curious George) de Matthew O'Callaghan (musique d'Heitor Pereira)
- 2006 : Les Enfants invisibles - Jonathan (All the Invisible Children - Jonathan) court métrage de Ridley Scott et Jordan Scott (musique de Ramin Djawadi)
- 2006 : Demande à la poussière (Ask the Dust) de Robert Towne (musique de Ramin Djawadi et Heitor Pereira)
- 2006 : Nos voisins, les hommes (Over the Hedge) de Tim Johnson (musique de Rupert Gregson-Williams)
- 2006 : Les Aventures de Impy le Dinosaure (Urmel aus dem Eis) de Holger Tappe (de) et Reinhard Klooss (de) (musique de James Michael Dooley)
- 2006 : Le Prestige (The Prestige) de Christopher Nolan (musique de David Julyan)
- 2007 : Running the Sahara documentaire de James Moll (musique d'Heitor Pereira)
- 2007 : Bee Movie : Drôle d'abeille (Bee Movie) de DreamWorks Animation (musique de Rupert Gregson-Williams)
- 2007 : August Rush de Kirsten Sheridan (musique de Mark Mancina)
- 2008 : Angles d'attaque (Vantage Point) de Pete Travis (musique d'Atli Örvarsson)
- 2008 : Iron Man de Jon Favreau (musique de Ramin Djawadi)
- 2008 : Babylon A.D. de Mathieu Kassovitz (musique d'Atli Örvarsson)
- 2009 : Monstres contre Aliens (Monsters vs. Aliens) de DreamWorks Animation (musique de Henry Jackman)
- 2009 : Moi, moche et méchant (Despicable Me) d'Universal Animation Studios (musique d'Heitor Pereira)
- 2013 : Hansel et Gretel : Witch Hunters de Tommy Wirkola (musique d'Atli Örvarsson)
- 2013 : Du plomb dans la tête (Bullet to the Head) de Walter Hill (musique de Steve Mazzaro)
- 2013 : Beyond: Two Souls jeu vidéo de Quantic Dream (musique de Lorne Balfe)
- 2014 : Divergente (Divergent) de Neil Burger (musique de Junkie XL)
- 2015 : Terminator Genisys d'Alan Taylor (musique de Lorne Balfe)
- 2016 : 13 Hours de Michael Bay (musique de Lorne Balfe)
- 2016 : The Edge of Seventeen de Kelly Fremon Craig (musique de Atli Örvarsson)
- Depuis 2017 : Les Simpson série télévisée animée de Matt Groening (musique de Bleeding Fingers Music (en))
- 2017 : Le Cercle : Rings (Rings) de F. Javier Gutiérrez (musique de Matthew Margeson)
- 2018-2019 : Pagan Peak série télévisée de Cyrill Boss (de) et Philipp Stennert (de) (musique de Jacob Shea (de))
- 2019 : Apollo: Missions to the Moon documentaire de Tom Jennings (musique de James Everingham (en))
- 2020 : Le Rythme de la vengeance (The Rhythm Section) de Reed Morano (musique de Steve Mazzaro)
- 2022 : The Volcano : Rescue From Whakaari de Rory Kennedy (musique de Steve Mazzaro)
- 2024 : La Demoiselle et le Dragon de Juan Carlos Fresnadillo (musique de David Fleming (en))
- 2024 : The Blue Angels (en)) documentaire de Paul Crowder (en) (musique de James Everingham (en) et Stewart Mitchell)
- 2024 : Jim Henson : L'Homme aux mille idées documentaire de Ron Howard (musique de David Fleming (en))

## Distinctions

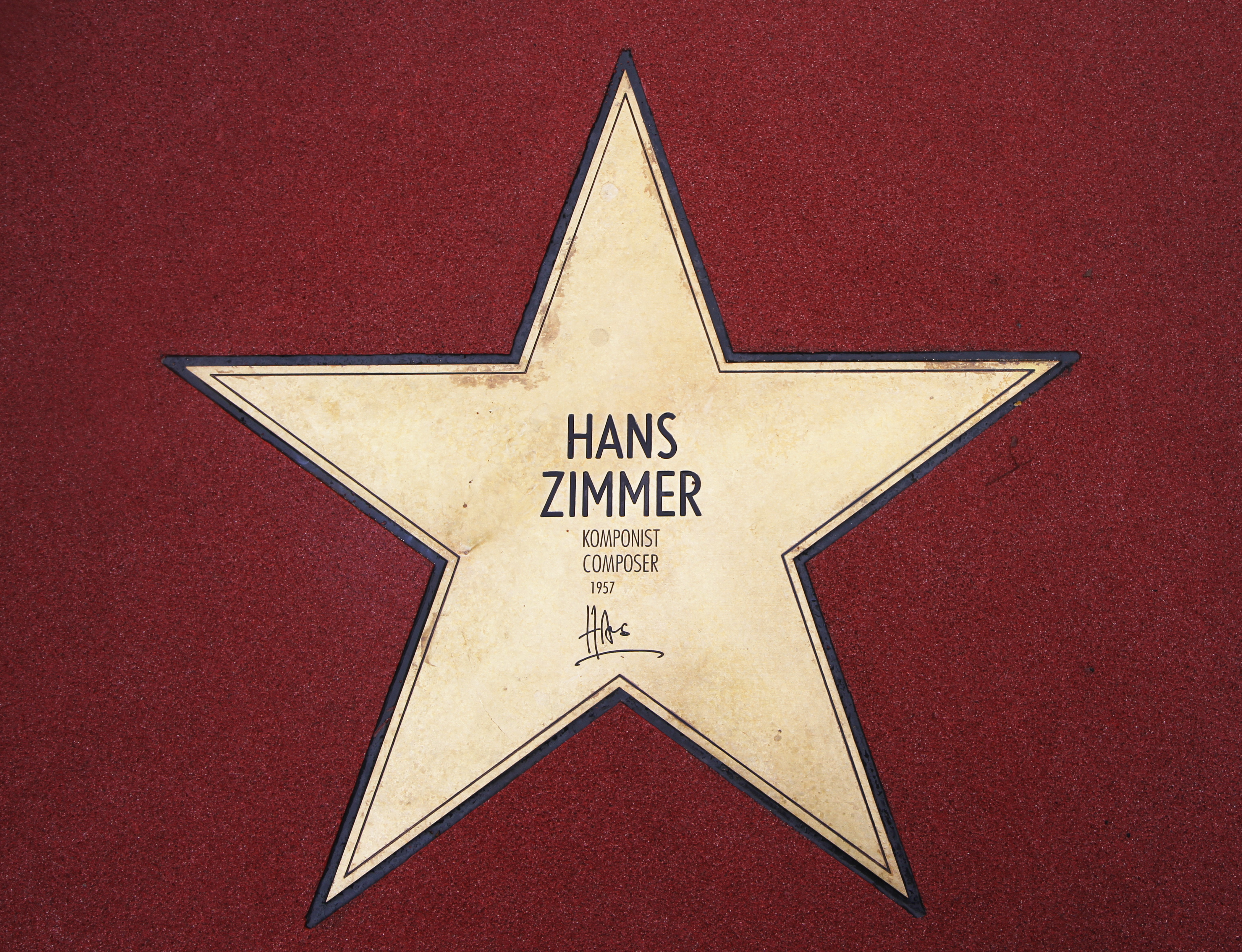
L'étoile de Hans Zimmer au Boulevard des stars à Berlin.

Au cours de sa carrière Hans Zimmer a reçu de nombreuses distinctions et prix.
Il a notamment reçu douze nominations aux Oscars du cinéma pour deux remportés.
En outre, il a également reçu son étoile sur le Hollywood Walk of Fame en décembre 2010 puis sur le Boulevard des stars à Berlin en avril 2011.
En 2016, Hans Zimmer reçoit la médaille Stephen Hawking pour sa contribution à l’intégration de la science dans la culture populaire. Le 2 octobre 2018, il reçoit l'Ordre du Mérite de la République fédérale d'Allemagne. En 2019 il reçoit la distinction Disney Legends. En 2020, la médaille d'or du mérite des beaux-arts lui est décernée par le ministère de la Culture espagnol.
En 2007, il est classé par le quotidien britannique The Daily Telegraph comme l'un des plus grands compositeurs de musique de film au monde.
L'astéroïde (495253) Hanszimmer est nommé en son honneur.

### Récompenses
- Golden Globes 1995 : meilleure musique de film pour Le Roi lion
- Oscars 1995 : meilleure musique de film pour Le Roi lion
- Grammy Awards 1995 :
  - meilleur album pour enfants pour Le Roi lion
  - meilleur arrangement musical avec accompagnement vocal pour la chanson Circle of Life (Le Roi lion)
- Grammy Awards 1996 : meilleure bande originale pour USS Alabama
- Satellite Awards 1999 : meilleure musique de film pour La Ligne rouge
- Golden Globes 2001 : meilleure musique de film pour Gladiator
- Satellite Awards 2001 : meilleure musique de film pour Gladiator
- Critics' Choice Movie Awards 2001 : meilleure musique de film pour Gladiator
- Satellite Awards 2004 : meilleure musique de film pour Le Dernier Samouraï
- Grammy Awards 2009 : meilleure bande originale pour The Dark Knight : Le Chevalier noir
- World Soundtrack Awards 2011 : meilleure musique de film de l'année pour Inception
- Satellite Awards 2010 : meilleure musique de film pour Inception
- Oscars 2022 : meilleure musique de film pour Dune
- Golden Globes 2022 : meilleure musique de film pour Dune
- BAFTA 2022 : meilleure musique de film pour Dune
- Satellite Awards 2022 : meilleure musique de film pour Dune
- Critics' Choice Movie Awards 2022 : meilleure musique de film pour Dune
- Grammy Awards 2025 : meilleure bande originale pour Dune, deuxième partie